# Pavel Hrivnák
Pavel Hrivnák (Malý Čepčín, 9 de octubre de 1931-Bratislava, 3 de febrero de 1995) fue un político eslovaco que se desempeñó como primer ministro de la República Socialista Eslovaca de junio a diciembre de 1989.

## Biografía
Hrivnák nació en Malý Čepčín el 9 de octubre de 1931. Fue miembro del Partido Comunista de Eslovaquia (KSS, por sus siglas en eslovaco) y del Partido Comunista de Checoslovaquia (KSČ, por sus siglas en checo y eslovaco). Fue nombrado miembro del Politburó del KSS en mayo de 1971 y se convirtió en miembro del Politburó del KSČ en diciembre de 1986.
El 12 de octubre de 1988, fue nombrado primer viceministro del gobierno federal encabezado por Ladislav Adamec. Hrivnák fue nombrado primer ministro de Eslovaquia el 22 de junio de 1989, reemplazando a Ivan Knotek en el cargo, pero su mandato duró muy poco y el 8 de diciembre de 1989, Hrivnák y su gabinete dimitieron debido a la Revolución de Terciopelo. La presidencia del Consejo Nacional Eslovaco (SNR) aceptó la dimisión. Luego se pidió a Milan Čič que formara un nuevo gabinete.
Hrivnák murió el 3 de febrero de 1995 en Bratislava y fue enterrado en el Cementerio Nacional.